# Canton des Coteaux de Guyenne
Le canton des Coteaux de Guyenne est une circonscription électorale française du département de Lot-et-Garonne.

## Histoire
Un nouveau découpage territorial de Lot-et-Garonne entre en vigueur à l'occasion des élections départementales de 2015. Il est défini par le décret du 26 février 2014, en application des lois du 17 mai 2013 (loi organique 2013-402 et loi 2013-403). Les conseillers départementaux sont, à compter de ces élections, élus au scrutin majoritaire binominal mixte. Les électeurs de chaque canton élisent au Conseil départemental, nouvelle appellation du Conseil général, deux membres de sexe différent, qui se présentent en binôme de candidats. Les conseillers départementaux sont élus pour 6 ans au scrutin binominal majoritaire à deux tours, l'accès au second tour nécessitant 12,5 % des inscrits au 1er tour. En outre la totalité des conseillers départementaux est renouvelée. Ce nouveau mode de scrutin nécessite un redécoupage des cantons dont le nombre est divisé par deux avec arrondi à l'unité impaire supérieure si ce nombre n'est pas entier impair, assorti de conditions de seuils minimaux. En Lot-et-Garonne, le nombre de cantons passe ainsi de 40 à 21.
Le canton des Coteaux de Guyenne est formé de communes des anciens cantons de Marmande-Est (1 commune), de Duras (15 communes), de Seyches (15 communes), de Meilhan-sur-Garonne (1 commune) et de Marmande-Ouest (2 communes). Il est entièrement inclus dans l'arrondissement de Marmande. Le bureau centralisateur est situé à Duras.

## Représentation
| Période élective | Période élective | Mandat | Mandat                     | Identité               | Nuance | Nuance | Qualité |
| ---------------- | ---------------- | ------ | -------------------------- | ---------------------- | ------ | ------ | --- |
| 2015             | 2021             | 2015   | 2021                       | Pierre Camani          |        | PS     | Cadre de la fonction publique territoriale Sénateur (2011-2017), Président du conseil général sortant Président du Conseil départemental (de 2015 à mai 2019) Ancien conseiller général du Canton de Seyches (2001-2015) |
| 2015             | 2021             | 2015   | 2021                       | Caroline Haure-Trochon |        | PS     | Médecin généraliste, Auriac-sur-Dropt |
| 2021             | 2028             | 2021   | Septembre 2023 (démission) | Pierre Camani          |        | PS     | Conseiller sortant |
| 2021             | 2028             | 2021   | en cours                   | Caroline Haure Trochon |        | PS     | Conseillère sortante |

### Résultats détaillés

#### Élections de mars 2015
À l'issue du 1er tour des élections départementales de 2015, trois binômes sont en ballottage : Pierre Camani et Caroline Haure-Trochon (PS, 43,58 %), Michel Couzigou et Bernadette Dreux (UMP, 33,67 %) et Paulette Pepin et Jean-Guy Serpette (FN, 22,75 %). Le taux de participation est de 63,82 % (5 970 votants sur 9 355 inscrits) contre 57,81 % au niveau départemental et 50,17 % au niveau national.
Au second tour, Pierre Camani et Caroline Haure-Trochon (PS) sont élus avec 44,47 % des suffrages exprimés et un taux de participation de 66,15 % (2 676 voix pour 6 188 votants et 9 355 inscrits).

#### Élections de juin 2021
Le premier tour des élections départementales de 2021 est marqué par un très faible taux de participation (33,26 % au niveau national). Dans le canton des Coteaux de Guyenne, ce taux de participation est de 46,54 % (4 436 votants sur 9 531 inscrits) contre 39,29 % au niveau départemental. À l'issue de ce premier tour, deux binômes sont en ballottage : Pierre Camani et Caroline Haure Trochon (PS, 43,63 %) et Bernadette Dreux et Jean Luc Gardeau (Union au centre et à droite, 24,61 %).
Le second tour des élections est marqué une nouvelle fois par une abstention massive équivalente au premier tour. Les taux de participation sont de 34,36 % au niveau national, 41,08 % dans le département et 47,65 % dans le canton des Coteaux de Guyenne. Pierre Camani et Caroline Haure Trochon (PS) sont élus avec 55,86 % des suffrages exprimés (2 380 voix pour 4 546 votants et 9 541 inscrits),,.

## Composition
Le canton des Coteaux de Guyenne comprend trente-quatre communes entières.
| Nom                           | Code Insee | Intercommunalité                | Superficie (km2) | Population (dernière pop. légale) | Densité (hab./km2) | Modifier                                    |
| ----------------------------- | ---------- | ------------------------------- | ---------------- | --------------------------------- | ------------------ | ------------------------------------------- |
| Duras (bureau centralisateur) | 47086      | CC du Pays de Duras             | 20,17            | 1 206 (2022)                      | 60                 | modifier les données · modifier les données |
| Agmé                          | 47002      | CA Val de Garonne Agglomération | 5,01             | 106 (2022)                        | 21                 | modifier les données · modifier les données |
| Auriac-sur-Dropt              | 47018      | CC du Pays de Duras             | 5,28             | 174 (2022)                        | 33                 | modifier les données · modifier les données |
| Baleyssagues                  | 47020      | CC du Pays de Duras             | 8,18             | 188 (2022)                        | 23                 | modifier les données · modifier les données |
| Cambes                        | 47047      | CC du Pays de Lauzun            | 9,20             | 176 (2022)                        | 19                 | modifier les données · modifier les données |
| Castelnau-sur-Gupie           | 47056      | CA Val de Garonne Agglomération | 15,23            | 914 (2022)                        | 60                 | modifier les données · modifier les données |
| Caubon-Saint-Sauveur          | 47059      | CA Val de Garonne Agglomération | 11,34            | 263 (2022)                        | 23                 | modifier les données · modifier les données |
| Escassefort                   | 47088      | CA Val de Garonne Agglomération | 13,92            | 654 (2022)                        | 47                 | modifier les données · modifier les données |
| Esclottes                     | 47089      | CC du Pays de Duras             | 9,24             | 163 (2022)                        | 18                 | modifier les données · modifier les données |
| Jusix                         | 47120      | CA Val de Garonne Agglomération | 7,50             | 94 (2022)                         | 13                 | modifier les données · modifier les données |
| Lachapelle                    | 47126      | CC du Pays de Lauzun            | 4,53             | 101 (2022)                        | 22                 | modifier les données · modifier les données |
| Lagupie                       | 47131      | CA Val de Garonne Agglomération | 8,69             | 686 (2022)                        | 79                 | modifier les données · modifier les données |
| Lévignac-de-Guyenne           | 47147      | CC du Pays de Duras             | 25,02            | 678 (2022)                        | 27                 | modifier les données · modifier les données |
| Loubès-Bernac                 | 47151      | CC du Pays de Duras             | 19,31            | 409 (2022)                        | 21                 | modifier les données · modifier les données |
| Mauvezin-sur-Gupie            | 47163      | CA Val de Garonne Agglomération | 15,80            | 611 (2022)                        | 39                 | modifier les données · modifier les données |
| Monteton                      | 47187      | CC du Pays de Duras             | 13,81            | 324 (2022)                        | 23                 | modifier les données · modifier les données |
| Montignac-Toupinerie          | 47189      | CC du Pays de Lauzun            | 8,31             | 139 (2022)                        | 17                 | modifier les données · modifier les données |
| Moustier                      | 47194      | CC du Pays de Lauzun            | 8,33             | 318 (2022)                        | 38                 | modifier les données · modifier les données |
| Pardaillan                    | 47199      | CC du Pays de Duras             | 19,71            | 334 (2022)                        | 17                 | modifier les données · modifier les données |
| Puymiclan                     | 47216      | CA Val de Garonne Agglomération | 25,74            | 707 (2022)                        | 27                 | modifier les données · modifier les données |
| Saint-Astier                  | 47229      | CC du Pays de Duras             | 9,56             | 213 (2022)                        | 22                 | modifier les données · modifier les données |
| Saint-Avit                    | 47231      | CA Val de Garonne Agglomération | 8,95             | 183 (2022)                        | 20                 | modifier les données · modifier les données |
| Saint-Barthélemy-d'Agenais    | 47232      | CA Val de Garonne Agglomération | 15,28            | 530 (2022)                        | 35                 | modifier les données · modifier les données |
| Saint-Géraud                  | 47245      | CC du Pays de Duras             | 5,68             | 86 (2022)                         | 15                 | modifier les données · modifier les données |
| Saint-Jean-de-Duras           | 47247      | CC du Pays de Duras             | 16,56            | 255 (2022)                        | 15                 | modifier les données · modifier les données |
| Saint-Martin-Petit            | 47257      | CA Val de Garonne Agglomération | 6,39             | 624 (2022)                        | 98                 | modifier les données · modifier les données |
| Saint-Pierre-sur-Dropt        | 47271      | CC du Pays de Duras             | 8,18             | 358 (2022)                        | 44                 | modifier les données · modifier les données |
| Saint-Sernin                  | 47278      | CC du Pays de Duras             | 21,07            | 483 (2022)                        | 23                 | modifier les données · modifier les données |
| Sainte-Colombe-de-Duras       | 47236      | CC du Pays de Duras             | 6,97             | 100 (2022)                        | 14                 | modifier les données · modifier les données |
| La Sauvetat-du-Dropt          | 47290      | CC du Pays de Lauzun            | 10,37            | 565 (2022)                        | 54                 | modifier les données · modifier les données |
| Savignac-de-Duras             | 47294      | CC du Pays de Duras             | 14,89            | 214 (2022)                        | 14                 | modifier les données · modifier les données |
| Seyches                       | 47301      | CA Val de Garonne Agglomération | 24,69            | 1 057 (2022)                      | 43                 | modifier les données · modifier les données |
| Soumensac                     | 47303      | CC du Pays de Duras             | 11,42            | 224 (2022)                        | 20                 | modifier les données · modifier les données |
| Villeneuve-de-Duras           | 47321      | CC du Pays de Duras             | 11,81            | 321 (2022)                        | 27                 | modifier les données · modifier les données |
| Canton des Coteaux de Guyenne | 4707       |                                 | 426,14           | 13 458 (2022)                     | 32                 | modifier les données                        |

## Démographie
En 2022, le canton comptait 13 458 habitants, en évolution de +1,98 % par rapport à 2016 (Lot-et-Garonne : −0,18 %, France hors Mayotte : +2,11 %).
| 2013   | 2018   | 2022   |
| ------ | ------ | ------ |
| 12 891 | 13 318 | 13 458 |